# Panzerfaust (альбом)
| Оцінки критиків | Оцінки критиків |
| Джерело         | Оцінка          |
| --------------- | --------------- |
| Sputnikmusic    | [ 1 ]           |

Panzerfaust — п'ятий студійний альбом норвезького блек-метал-гурту Darkthrone, що вийшов у 1995 році. Текст пісні Quintessence написаний Варгом Вікернесом.

## Запис та музика
Альбом було записано з лютого по квітень 1994 року вдома в спальні Фенріза (гурт охрестив його «Necrohell Studios»). Як і у випадку з попереднім альбомом Transilvanian Hunger, всі інструменти на Panzerfaust були записані виключно Фенрізом на 4-доріжковому магнітофоні. Вокальні партії на альбомі виконав Nocturno Culto, коли як на всіх інструментах зіграв Фенріз. Тексти пісень написав Фенріз, за винятком «Quintessence» і «Snø og granskog»: текст першої написав Варг Вікернес, а в другій пісні використали рядки з однойменної поеми за авторством норвезької поетеси й прозаїка Тар'єй Весоса.
На відміну від попереднього альбому звук на Panzerfaust став дещо згладженим і трохи чіткішим  , але згодом був охарактеризований німецьким журналом Rock Hard як невдалий . Крім того, гурт порвав зі стилем попередніх альбомів: Panzerfaust виконаний переважно в повільному темпі, музика стала важчою і більше нагадує ранні роботи гурту Celtic Frost, яку Darkthrone завжди називали як таку, що мала на них вплив. На відміну від типового скрімінгу в норвезькому блек-металі з реверберацією (як на трьох попередніх альбомах гурту), тут вокал став більш грубий, «каркаючий» і звучить «як скиглючий привид Tom G. Warrior» . Tom G. Warrior заявив у кількох інтерв'ю, що він «не схвалює очевидного впливу Celtic Frost та Hellhammer на музику Darkthrone, оскільки, за його словами, Celtic Frost завжди прагнули незвіданої території, а Darkthrone у принципі просто копіює їх». На питання про це Фенріз відповів, що Warrior мав рацію щодо Panzerfaust, де «кілька композицій <…> копіюють звучання Celtic Frost», але крім цього, на його думку, Darkthrone має «власне звучання», і додав, що Celtic Frost безперечно відкрив нові горизонти для Cold Lake .

## Список композицій
| #     | Назва                           | Тривалість |
| ----- | ------------------------------- | ---------- |
| 1.    | «En vind av sorg»               | 6:21       |
| 2.    | «Triumphant Gleam»              | 4:24       |
| 3.    | «The Hordes of Nebulah»         | 5:33       |
| 4.    | «Hans siste vinter»             | 4:50       |
| 5.    | «Beholding the Throne of Might» | 6:06       |
| 6.    | «Quintessence»                  | 7:38       |
| 7.    | «Snø og granskog (Utferd)»      | 4:08       |
| 39:03 |                                 |            |

## Учасники запису
- Nocturno Culto - вокал,
- Фенріз - гітара, бас-гітара, ударні, синтезатор, вокал (на "Snø og Granskog (Utferd)")